# Eucalyptus microcarpa
Eucalyptus microcarpa là một loài thực vật có hoa trong Họ Đào kim nương. Loài này được (Maiden) Maiden mô tả khoa học đầu tiên năm 1923.